# Dalfoss
Dalfoss är ett vattenfall i republiken Island. Det ligger i regionen Norðurland vestra, i den nordvästra delen av landet. Floden Vatnsdalsá, som här är cirka 15 meter bred, faller här cirka 10 Meter.